# 25475 Lizrao
25475 Lizrao è un asteroide della fascia principale. Scoperto nel 1999, presenta un'orbita caratterizzata da un semiasse maggiore pari a 2,7431064 UA e da un'eccentricità di 0,0520776, inclinata di 6,87599° rispetto all'eclittica.